# Dakota (métro de Singapour)
Pour les articles homonymes, voir Dakota.
Dakota est une station de métro à Singapour. 